# Pitch Perfect 3
Pitch Perfect 3 (Um Ritmo Perfeito 3  (título em Portugal) ou A Escolha Perfeita 3 (título no Brasil)) é um filme americano de comédia musical dirigido por Trish Sie e escrito por Kay Cannon, Mike White e Dana Fox. É o terceiro e último da série cinematográfica Pitch Perfect e segue as Bellas no exterior em uma turnê USO.
Lançado em 2017 no fim de semana natalino, recebeu opiniões mistas de críticos. Ele  arrecadou mais de 180 milhões de dólares mundialmente e tornou-se o segundo filme do gênero comédia musical com a maior bilheteria, atrás apenas de seu antecessor.

## Sinopse
Agora formadas, Beca, Amy Gorda, Chloe e as demais Bellas estão infelizes devido a trabalhos mal remunerados e pouco motivadores. Diante desta situação, elas decidem se unir mais uma vez como grupo a capela para participar do USO Tour, uma turnê que as levará para apresentações na Europa. Lá, elas precisam duelar com grupos musicais que privilegiam a autorialidade das canções em detrimento de novas versões de músicas já consagradas.

## Elenco
As Bellas
- Anna Kendrick como Beca Mitchell
- Anna Camp como Aubrey Posen
- Brittany Snow como Chloe Beale
- Rebel Wilson como Patricia "Amy Gorda"
- Hailee Steinfeld como Emily Sucata "Herança"
- Ester Dean como Cynthia-Rose Adams
- Hana Mae Lee como Lilly Onakurama
- Kelley Jakle como Jessica Smith
- Shelley Regner como Ashley Jones
- Chrissie Fit como Florencia "Flo" Fuentes

Adicional
- Alexis Knapp como Stacie Conrad, uma instrutora de pilates e ex-Bella porque apesar de querer ela não pôde participar da turnê devido sua gravidez
- John Michael Higgins como John Smith, um comentarista a capela que está fazendo um documentário insultuoso sobre as Bellas
- Elizabeth Banks como Gail Abernathy-McKadden-Feinberger, uma comentarista a capella que está fazendo um documentário insultuoso sobre as Bellas
- Matt Lanter como Chicago Walp, um soldado dos Estados Unidos guiando as Bellas durante a turnê e o interesse amoroso de Chloe
- Guy Burnet como Theo, produtor musical do DJ Khaled que gosta de Beca
- John Lithgow como Fergus Hobart, o pai de Amy Gorda
- Ruby Rose, Andy Allo, Venzella Joy Williams e Hannah Fairlight como Calamity, Serenity, Charity e Veracity, respectivamente, membros do grupo Evermoist
- DJ Khaled como ele mesmo
- Troy Ian Hall como Zeke, um soldado dos Estados Unidos que faz parceria com Chicago
- Michael Rose como o pai de Aubrey
- Jessica Chaffin como Evan
- Moises Arias como Pimp-Lo
- Whiskey Shivers como Saddle Up, um grupo competindo com as Bellas
- Trinidad James e D.J. Looney como Young Sparrow e DJ Dragon Nutz, respectivamente

## Produção

### Filmagens
As filmagens começaram em Atlanta no dia 5 de janeiro de 2017 e foram finalizadas no dia 3 de abril de 2017.

### Lançamento
Pitch Perfect 3 foi lançado nos cinemas dos Estados Unidos no dia 22 de dezembro de 2017 pela Universal Pictures. Anteriormente tinha sido agendado para 21 de julho e depois 4 de agosto de 2017.
O lançamento em Portugal foi no dia 21 de dezembro de 2017 pelos Cinemas NOS.
No Brasil foi programado para o dia 8 de março de 2018. No entanto, após passar uma semana sem ter lançado o filme no dia combinado, a Universal Pictures Brasil anunciou que o lançamento nos cinemas foi cancelado, mas que o preparou para home vídeo e vídeo sob demanda.